# Louis Bossuet
Pour les articles homonymes, voir Bossuet.
Louis Bossuet, né à Dijon le 22 février 1663 et mort à Paris le 15 janvier 1742, est un magistrat français.

## Biographie
Louis Bossuet était le fils d’Antoine Bossuet (1624-1699), maître des requêtes, intendant de la généralité de Soissons, « le plus honnête homme, le plus ferme, le plus agréable, le plus tendre qui fut jamais », seigneur d’Azu, La Cosnée, Vatronville et de Bonvaux, et de Renée Madeleine de Gaureault du Mont (1644-1689), fille de Nicolas René de Gaureault du Mont, marquis de la Perrière et de Catherine du Hautoy. 
Neveu par son père du célèbre évêque de Meaux, grand Bossuet, filleul du Grand Condé, Louis fut, quant à lui, conseiller au parlement de Metz (1685) puis maître des requêtes (1696); il était maître des requêtes honoraire au moment de son décès. Il était donc le frère de Jacques Bénigne, abbé de Savigny.
Le 22 février 1700, en la chapelle de l’hôtel de Labriffe (rue Barbette à Paris), Louis épouse Marguerite de Labriffe, fille d’Arnaud II de Labriffe, marquis de Ferrières-en-Brie, procureur général au parlement de Paris et de Marthe-Agnès Potier de Novion. Le contrat de mariage, passé au château de Versailles, par devant Me Robillart, est signé par Louis XIV et de tous les princes et princesses du sang.

## Iconographie
Louis Bossuet fut peint par Hyacinthe Rigaud en 1698 contre 140 livres ; prix correspondant à un simple buste mais il n’a pas été encore localisé.